# شيلا فارينا
شيلا فارينا (بالإسبانية: Sheyla Fariña)‏ هي ممثلة وممثلة صوت وعارضة أزياء إسبانية، ولدت يوم 12 نوفمبر 1986 في توردويا في إسبانيا.

## روابط خارجية
- شيلا فارينا على موقع IMDb (الإنجليزية)
- شيلا فارينا على موقع روتن توميتوز (الإنجليزية)
- شيلا فارينا على موقع ألو سيني (الفرنسية)
- شيلا فارينا على موقع قاعدة بيانات الفيلم (الإنجليزية)
- شيلا فارينا على موقع كينوبويسك (الروسية)